# Дунум (Њемачка)
Дунум (њем. Dunum) општина је у њемачкој савезној држави Доња Саксонија. Једно је од 19 општинских средишта округа Витмунд. Према процјени из 2010. у општини је живјело 1.116 становника. Посједује регионалну шифру (AGS) 3462002.

## Географски и демографски подаци
Дунум се налази у савезној држави Доња Саксонија у округу Витмунд. Општина се налази на надморској висини од 0 метара. Површина општине износи 26,8 km². У самом мјесту је, према процјени из 2010. године, живјело 1.116 становника. Просјечна густина становништва износи 42 становника/km².